# Sectiliclava pulchriceps
Sectiliclava pulchriceps är en stekelart som beskrevs av John S. Noyes och Paul E. Hanson 1996. Sectiliclava pulchriceps ingår i släktet Sectiliclava och familjen sköldlussteklar.
Artens utbredningsområde är Costa Rica. Inga underarter finns listade i Catalogue of Life.